# Нишка стрип сцена
Нишка стрип сцена настала је у првим годинама шесте деценије 20.века, након Другог светског рата, у комунистичком периду  у новооснованој ФНР Југославији, у којој је стрип као „ капиталистички продукт“ био забрањиван у штампаним медијима. И поред бројних потешкоћа и рестриктивних мера у многим срединама у Југославији, па тако у Нишу, у штампаним медијима објављени су први стрипови, који су били „камен темељац” и будуће доста продуктивне нишке стрип сцене.
Све већом продукцијом стрипова бројни нишки аутори више деценија чинили су значајан напор да се светска стрип сцена приближи и буде доступна љубитељима стрипа у Нишу, како би и они постали не само део светске стрип публика већ и стрип културе. Стрип сцена у Нишу  је тако постала не само продукција, већ и део посебне културе. Иако је имала, добре основе за развој, он је нажалост заустављен распадом СФР Југославије у последњој деценији 20. века, тако да Ниш није успео да одржи и настави да ствара своју класичну стрип сцену.

## Историјат
Први стип у послератном Нишу био је стрип „Манча“, настао за потребе тадашњег недељног листа „Народне новине” од стране уметника и карикатуристе Ивана Вучковића и књижевник Љуба Станојевић. Касније током наредних деценија објављивање стрипова у Нишу везује се углавном за омладинске часописе и новине као што су: „Графит”, „Гусар”, „Стрип пресинг”.
Потом следи све учесталије објављивање стрипова од стране нишких аутора у бројним нишким и Југословенским гласилима. Многи од нишких аутора стрипа сарађивали су и данас сарађују и са страним издавачима. Међутим због недовољног разумевања локалне средине бројни стрип аутора који су својим рођењем или школовањем везани за Ниш, данас живе и раде у иностранству.
Историјатом и проучавањем нишке стрип сцене посебно се бавио Бранислав Милтојевић - новинар, филмски и стрип критичар, консултант и уредник  изложбе стрипа „Нишки кадар“, који је аутор књиге „Антологија нишког стрипа“.
Нишка стрип сцена за задњих седам деценија 20. и 21. века изнедрила је преко 40 аутора различитих генерација – од првих карикатуриста и стрип цртача у Нишу (Иван Вучковић, Слободан Суботић, Христивоје Николић, Драгош Јовановић Фера...), преко стваралаца завидне репутације (Миодраг и Владимир Крстић, Алексндар Блатник, Бобан Савић Гето, Зоран Стоиљковић Киза, Јоже Сладић, Бобан Илић, Тони Радев, Јелена Ђорђевић, Ивица Стевановић, Нина Буњевац, Предраг Стаменковић, Душан Цветковић...) до младих  уметника и студената који негују овај облик уметничког изражавања (Адам Ракић, Милица Раденковић, Велибор Станојевић, Игор Крстић...).
Наведени нишки стрип цртачи и карикатуристи у свом раду неговали су различите стрип жанрове (авантуристички, комични, вестерн, научно фантастични, хорор) и разноврсне ауторске стилове.

## Нишка стрип сцена у 21. веку
И поред тога што нишка стрип сцена има вишедеценијску историју, и што је имала врхунске ауторе, током златног периода струп издаваштва тако и током кризних година, Ниш никада није успео да стрвори своју класичну стрип сцену. Тако да су и раније а и сада стрип дешавања у овом древном граду на Нишави, увек зависила од енергије и ентузијазма појединаца.
У задњим деценијама нови аутори стрипа у Нишу, доносе различите стилове и користе стрип форму зарад себе и личног изражавања, очекујући при томе превише од издавачких кућа. Или како о овим нишким стрип ауторима и њиховим стремљењима каже добар познавалац нишке стрип сцене, стрип аутор Душан Цветковић:
Они не крећу у бављење стрипом усмерени ка издаваштву већ, које такорећи не постоји код нас а да је окренуто домаћим ауторима. Поједини аутори било да су из наративних или визуелних сфера уметности, успешно користе стрип форму за испољавање својих идеја. Тај начин употребе и промоција језика стрипа, поред класичног приступа стрипу, такође је од изузетног значаја јер учвршћује позицију стрипа као „девете уметности”.
Алтерантивна нишка група
Као издвојен ток на нишкој стрип сцени у 21. веку, треба поменути делатност у алтернативној нишкој уметничкој групи „Чај… одличан“, коју су 2001. основали Тони Радев Душан Цветковић и Владимир Павловић. Осим уметничког стварања, група је значајна и због организовања конкурса за стрип и пропратних изложби, од којих је била најпосећенија изложба у Нишу 2003. године (близу 10.000 посетилаца).
Стрипорама фест
Нови замах у обнављању нишке стрип сцене од 2015. године дало је одржавање фестивал стрипа и поп културе - „Стрипорама” у организацији стрипарници Јужни Darkwood и Нишвил џез фестивала и уз подршку издавачке куће Весели четвртак, Француског Института у Србији и Delli центра.
Фестивал је основан са циљем не само да слави стрип уметност и поп културу пре свега кроз упознавање са звездама домаћег и иностраног стрипа и илустрације и представљање издавачких подухвата у овој области, већ и да оживи и „врати стару славу” Нишкој стрип сцени.
Током четири дана, колико у августу месецу траје фестивала, у Нишу и околини одржавају се трибине и промоције нових издања стрипова, дају јавни интервјуи уметника, цртају посвете, одржава берза стрипа и акционих фигура и школа стрипа за најмлађе посетиоце.